# Eric McMordie
Alexander S. "Eric" McMordie (født 12. august 1946 i Belfast, Nordirland) er en nordirsk tidligere fodboldspiller (midtbane/angriber). Han spillede 21 kampe og scorede tre mål for Nordirlands landshold. På klubplan tilbragte han hele sin karriere i de lavere engelske rækker, hvor han blandt andet spillede 11 sæsoner hos Middlesbrough.